# 舒鯧屬
舒鯧屬是發光鯛目雙犁魚科下的一個屬，過去是銀鱗鯧科的一個屬。

## 分類
本屬包括以下物種：
- 澳大利亞舒鯧 Schuettea scalaripinnis Steindachner, 1866
- 伍氏舒鯧 Schuettea  woodwardi (Waite, 1905)